# Perca-gigante
A perca-gigante (Lates calcarifer), denominado pelos aborígenes australianos como barramundi, é uma espécie de peixe da família Latidae, da ordem Perciformes.
Pode ser encontrado nas costas e cursos de água adjacentes do Sul do continente asiático, desde o Golfo Pérsico até ao Norte da Coreia do Norte, nas cotas da Indonésia, Malásia, ilhas das Filipinas, Sul da ilhas do Japão, Sul da Nova Guiné e costa da Austrália a Norte do trópico de Capricórnio.

## Características
Trata-se de um peixe de grandes proporções, podendo chegar a medir 2 metros de comprimento e a pesar até 60 kg. Normalmente pesam entre 5 e 6 kg. Alimentam-se de crustáceos e moluscos. A maioría dos espécimenes são hermafroditas, e durante as últimas fases da sua vida podem mudar de sexo. De aspecto, é muito similar à espécie Psammoperca waigiensis. A sua força faz com que seja apreciado para a pesca desportiva.

## Usos
Pode ser encontrado nos pratos de peixe da cozinha australiana. É muito apreciado neste país, chegando a ser um prato representativo da Austrália.

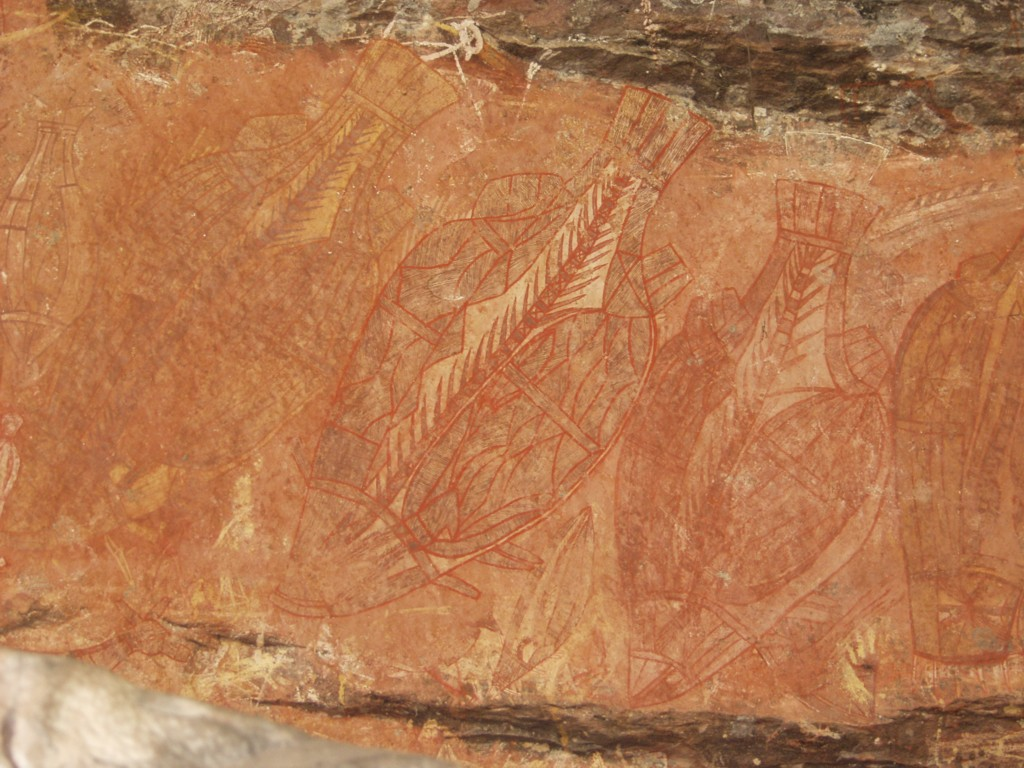
Arte aborígene da Austrália, mostrando um barramundi.

## Nomes
A palavra baramundi tem como origem uma palavra similar na linguagem utilizada pelos aborígenes australianos de Queensland, na área de Rockhampton e significa  "grandes escamas" ou mais precisamente "peixe de rio de escamas grandes".